# Plaza del Arroyo
La plaza del Arroyo es una plaza situada en el casco histórico de Jerez de la Frontera (Andalucía, España).
De origen andalusí, en esta plaza se pueden encontrar edificios de relevancia artística-histórica como la Catedral, el Palacio de los Condes de Puerto Hermoso y el Palacio de Bertemati, en la actualidad Comisaría Nacional de Policía y sede del Obispado respectivamente.

## Historia
La Plaza del Arroyo es una de las de más amplias de las espacios públicos históricos existentes dentro de las murallas islámicas de la ciudad. Esto se debe a que, en su origen, era una zona de la ciudad que inundaba un arroyo que tenía su nacimiento en la actual basílica del Carmen y, bajando la plaza Peones y la calle Curtidores, se quedaba estacado en la plaza del Arroyo, saliendo del recinto murado por la actual puerta del Arroyo.
El mal olor y la insalubridad, debido a la labor que los curtidores realizaban en la balsa de agua, provocaron que el arroyo finalmente se cubriera en 1598. A partir de esta cobertura la zona pasó a ser una de las zonas más insalubres a una de las más distinguidos.
Con la construcción de la Catedral en 1695 y el acondicionamiento urbano que la zona requería (eliminación del barranco y derribo de casas para construir las escalinatas y crear espacio y perspectiva frente al templo), la plaza de Arroyo pasó a convertirse en una de las parcelas más elegantes de la ciudad. Muestra de este rango son los palacios de Bertemati y de los Condes de Puerto Hermoso, que abren sus fachadas a la plaza.

## A destacar
- Catedral: templo catedralicio, de llamativa cúpula, que conjuga estilos gótico, barroco y neoclásico. Su construcción comenzó en 1695. Desde la plaza del arroyo se puede contemplar su impresionante fachada principal de triple puerta.

- Palacio de los Condes de Puerto Hermoso: Proyectado en 1873 con líneas sencillas y elegantes, llegó a ser residencia real. Desde mediados de los 80 acoge la comisaría del Cuerpo Nacional de Policía.

- Palacio de Bertemati: palacio barroco jerezano construido en 1785. Declarado Bien de Interés Cultural, con la categoría de Monumento, actualmente es sede del Obispado.

- Monumento a Luis Coloma: dentro de la plaza, busto al escritor jerezano, esculpido por Ramón Chaveli Carreres.

## Nombres de la plaza
- Plaza de San Bartolomé. Primera denominación, debido a la existencia de un hospital del mismo nombre.[2]
- Plaza del Duque de Tetuán. A mediados del siglo XIX.
- Plaza de Domecq: durante la dictadura franquista.
- Plaza del Arroyo: en 1980, en el que se devolvió el nombre popular de Plaza del Arroyo

## Galería
|  |  |  |